# August Ludwig Lua
August Ludwig Lua (* 31. Juli 1819 in Groß Neuendorf; † 28. September 1876 in Berlin) war ein deutscher Schriftsteller, Lied- und Bühnenautor.

## Leben und Lehrerausbildung
August Ludwig Lua war der Sohn eines Büdners und Schlächters in Groß Neuendorf in der Gemeinde Letschin in Brandenburg.
In Berlin besuchte er die Präparandenanstalt, um sich als Volksschullehrer ausbilden zu lassen. 1839 wechselte Lua an das Berliner Seminar für Stadtschulen und wurde nach der Entlassungsprüfung zu Ostern 1842 für anstellungsfähig erklärt.
1846 gehörte er dem von Adolph Diesterweg, zu dessen Schülern Lua gehörte, geleiteten Jüngeren Berlinischen Lehrerverein an, wo er den Vortrag Über die gegenwärtigen Verhältnisse des Vereines hielt. Mindestens bis 1855 hat Lua vermutlich an Privatschulen unterrichtet. Als Pädagoge war er der Lehre Johann Heinrich Pestalozzis verpflichtet.

## Schriftsteller und Redakteur
1840 veröffentlichte August Ludwig Lua erstmals eigene Gedichte, die auch ins Französische übersetzt wurden und vor allem durch Vertonungen populär wurden. Komponisten wie Louis Spohr, Giacomo Meyerbeer, Carl Loewe, Siegfried Saloman, Otto Nicolai sowie die Danziger Komponisten Friedrich Wilhelm Markull und Georg Haupt vertonten seine Lyrik. Seinerseits gab Lua 1845 unter dem Titel Sängergruß Lieder heraus, die vor allem für den Schulgebrauch gedacht waren.
Auch im dramatischen Fach blieb Lua die Anerkennung nicht versagt. Am 1. Juli 1849 führte das Berliner Concordia-Theater seine Tragödie Lorenzo, am 22. Dezember desselben Jahres die Posse Ein Heirathsgesuch auf.
1848 gab August Ludwig Lua die Zeitschrift Der Säemann. Eine Volksschrift zur Belehrung und Unterhaltung heraus, bemühte sich allerdings vergebens, sie in eine Deutsche Volks-Zeitung für Stadt und Land umzuwandeln und das Blatt ging ein. Für eine volkstümliche Buchreihe unter dem Titel Lesegarten gewann Lua namhafte Autoren wie Friedrich von Raumer, August Boeckh und Karl Ludwig Michelet. Daneben schrieb er für Tageszeitungen und war zeitweise Redakteur der Altpreußischen und der Elbinger Zeitung.
In den 1850er-Jahren verließ August Ludwig Lua Berlin und reiste durch Norddeutschland. In Lübeck hielt man ihn infolge einer Verwechslung für einen politischen Agenten; nach einem Verhör durch den Kriminal-Aktuar Friedrich Christian Avé-Lallemant kam er vorübergehend in Haft.  Später hielt sich Lua im dänischen Altona auf. Sein Drama Der Bürgerssohn von Valencia, das er in Privatzirkeln rezitierte, wurde im Sommer 1857 am Hamburger Stadttheater aufgeführt.
1860 ging Lua nach Danzig, wo er für einige Jahre die Redaktion der Zeitschrift Danziger Dampfboot übernahm. Dessen Gründer Wilhelm Schumacher widmete er später eine Biographie. In dieser Zeitschrift erschienen auch mehrere Erzählungen aus Feder. Während seiner Redakteurstätigkeit wurde 1868 in Danzig Luas Theaterstück Ein Schwur aufgeführt. Das 1873 in Danzig aufgeführte Drama Thomasine wurde allerdings im Dampfboot verrissen. In Danzig trat Lua verschiedentlich mit Vorträgen über William Shakespeare und Festgedichten zu königlichen Geburtstagsfeiern auf.
1872 kehrte Lua wieder nach Berlin zurück. Am 1. Februar 1876 hielt er dort vor dem Frauenverein für Belehrung und Unterhaltung einen Vortrag über Goethes Faust, der mit Liedvorträgen begleitet wurde.
Im Herbst dieses Jahres erlag Lua einem Schlaganfall und starb am 28. September 1876 im St. Hedwig-Krankenhaus. Am 2. Oktober wurde er auf dem Dorotheenstädtischen Friedhof beigesetzt.

## Werke
- Gedichte. Wohlgemuth, Berlin 1842; 2. verb. Auflage Schulze, Berlin 1850.
- (Hrsg.) Sängergruß. Lieder verschiedenen Inhalts mit ächten deutschen Volksweisen und neuen Compositionen von O. Braune, Fr. Commer, W. Gährig, Fl. Geyer, A. C. Grell, H. Hauer, A. Haupt, A. Neithardt und H. A. F. Pistorius gedichtet und für den ein-, zwei- und dreistimmigen Gesang in Schulen, wie auch in kleineren Sängerkreisen. Trautwein u. Comp., Berlin 1844.
- Gedichte für die Kindheit und Jugend. M. Simion, Berlin 1845 (Digitalisat).
  - Poésies pour l'Enfance et la Jeunesse par A. L. Lua. Traduites librement de l'allemand par X. S. Oeuvray. Albert Sacco, Berlin 1855.
- Festgedichte. Berlin 1845 [Zum 25jährigen Amtsjubiläum von Friedrich Aldoph Ludwig Diesterweg.] Handschriftliches, gebundenes Exemplar in der Bibliothek für bildungsgeschichtliche Forschung des DIPF.
- Lieder zum Pestalozzi-Fest am 12. Januar 1845. Berlin 1845.
- Ein Heirathsgesuch. Posse in zwei Aufzügen, Bloch, Berlin 1847.
- Lorenzo. Trauerspiel in fünf Aufzügen, Jahncke, Berlin 1848.
- Der Emissär. Lustspiel in einem Aufzuge, Carl Schulze, Berlin 1851.
- Der Dorfgelehrte. Eine Erzählung für das Volk, Verlagshandlung des allgemeinen deutschen Volksschriften-Vereins (M. Simion, Julius Springer), Berlin 1853 (Deutsche Volks-Bibliothek Jg. 5, Band 1) (Digitalisat).
- Der Bürgerssohn von Valencia. Trauerspiel in fünf Aufzügen, Selbstverlag, Berlin 1854.
- Der Gerichtsdiener. Eine Novelle, Franz Stage, Berlin 1855 (Digitalisat).
- Zur Feier des allerhöchsten Geburtstages Ihrer Majestät der Königin von Preußen. Unger, Berlin o. J. [1855].
- (Hrsg.) Der Lesegarten. Eine deutsche Bibliothek für Kunst, Wissenschaft, Literatur und bildende Unterhaltung in der Familie. Jg, 1, Bände 1–3, Franz Stage (Schlingmann), Stubenrauch & Co., Berlin 1855 (Heft 1: Friedrich von Raumer: Wilhelmine. Eine Erzählung in Briefen, Digitalisat; Heft 2: August Böckh: Leibnitz und Alexander von Humboldt. Eine Fest-Rede, gehalten in der Königlich Preußischen Akademie der Wissenschaften, Digitalisat, Heft 3: Carl Ludwig Michelet: Ueber die sixtinische Madonna); Jg. 2, Band 1 Berlin 1957 [mehr nicht nachgewiesen].
- Bildende Kunst in Hamburg. 1. Heft: Kritische Skizzen über Werke der permanenten Gemäldeausstellung im Saale der Börsen-Arkaden 1857. C. Gassmann, Hamburg o. J. [1857].
- Zur Geschichte der Spanischen Städte-Revolution in der ersten Hälfte des XVI. Jahrhunderts. Eine historische Skizze, Carl Gaßmann, Hamburg 1858 (Digitalisat).
- Lied von A. L. Lua, beim Fackelzug am 10. November auf dem Kohlenmarkt gesungen. In Karl Tropus (Hrsg.): Schiller-Denkmal. Festausgabe, W. Riegel’s Verlagsbuchhandlung, Berlin 1860, Bd. 2, S. 658 f. (Digitalisat).
- William Shakespeare. Eine Festrede. Ziemssen, Danzig 1864 (Exemplar der Staatsbibliothek zu Berlin als Kriegsverlust deklariert).
- Ueber Shakespeare’s „Kaufmann von Venedig“. Ziemssen, Danzig 1866 (Exemplar der Staatsbibliothek zu Berlin als Kriegsverlust deklariert).
- Festgedicht zum allerhöchsten siebenzigjährigen Geburtstage Sr. Majestät des Königs von Preußen am 22. März 1867. Im Stadt-Theater zu Danzig gesprochen von Frau R. Fischer, Kafemann, Danzig 1867.
- (Hrsg.) Joseph in Aegypten. (Jacob und seine Söhne). Musikalisches Drama in 3 Akten nach Alexandre Duval. Musik von  Étienne Nicolas Méhul. Mit verbindendem Text, zu Concertaufführungen eingerichtet von A. L. Lua und einer Einführung in die Oper von F. W. Markull, Neumann-Hartmann, Elbing 1872.
- Thomasine, oder: Ein Schwur. Tragödie in fünf Acten, Bertling, Danzig 1872.
- William Schuhmacher's Leben und Wirken. Eine biographische Skizze. In Wilhelm Schuhmacher: Zacharias Zappio oder Liebe und Leben eines Danziger Bürgers. Neue Ausgabe, Danzig 1876.

## Vertonungen
- Liederlenz. Nr. 1–9. Dichtungen von A. F. Lua für eine Singstimme mit Pianoforte-Begleitung. Bote & Bock, Berlin, Breslau, Stettin 1849–1850.
- Zehn Lieder von A. L. Lua. Der Jugend gewidmet (J. C. W. Hahn), André, Offenbach 1853.
- Wo sind die Vögel hin? (Johann Nepomuk Kösporer).[14]
- Wanderlied (Carl Loewe).
- Mein Feiertag, mein Frühlingstag (Friedrich Wilhelm Markull).
- Frühling im Versteck (u. d. T. Printemps caché übersetzt von Émile Deschamps, Giacomo Meyerbeer).
- Du bist so schön geboren (Siegfried Saloman)
- Die Kirchenglocken klingen (Otto Carl Friedrich Wilhelm Schulz)
- Der Herbst (Louis Spohr).